# Općina Šentilj
Općina Šentilj (slo.:Občina Šentilj) je općina u sjevernoj Sloveniji u pokrajini Štajerskoj i statističkoj regiji Podravskoj. Središte općine je naselje Šentilj v Slovenskih goricah s 1.378 stanovnika.

## Zemljopis
Općina Šentilj nalazi se u sjevernom dijelu Slovenije. Općina je brdsko-brežuljkastog karaktera, a nalazi se na Slovenskim Goricama, najseverniji dio općine je u dolini rijeke Mure.
U općini vlada umjereno kontinentalna klima. Jedini značajan vodotok na području općine je rijeka Mura, koja je granica prema Austriji i kojoj je Šentilj prva općina pri ulasku u Sloveniju. Ostali vodotoci su mali i većinom su pritoci rječice Pesnice, koja protiče južno od općine

## Naselja u općini
Ceršak, Cirknica, Dražen Vrh, Jurjevski Dol, Kaniža, Kozjak pri Ceršaku, Kresnica, Plodršnica, Selnica ob Muri, Sladki Vrh, Spodnja Velka, Srebotje, Stara Gora pri Šentilju, Svečane, Šentilj v Slovenskih goricah, Šomat, Štrihovec, Trate, Vranji Vrh, Zgornja Velka, Zgornje Dobrenje, Zgornje Gradišče